# Bahnstrecke Charlottenlund–Skivarp
| Die Zuckerfabrik in Skivarp war Hauptkunde der Bahn |                      |                                                |                                                |
| Streckennummer: | Bandel 643           |                                                |                                                |
| Streckenlänge: | 11 km                |                                                |                                                |
| Spurweite: | 1435 mm (Normalspur) |                                                |                                                |
| Maximale Neigung: | 12 ‰                 |                                                |                                                |
| Minimaler Radius: | 350 m                |                                                |                                                |
| |                      |                                                |                                                |
| \| \| \| Bahnstrecke Trelleborg–Rydsgård von Trelleborg \| \| \| \| 0 \| Skivarp \| 16 m ö.h. \| \| \| \| Bahnstrecke Trelleborg–Rydsgård nach Rydsgård \| \| \| \| 1,2 \| Skivarp hållplads (ab 24. Juni 1906) \| Skivarp hållplads (ab 24. Juni 1906) \| \| \| 3,3 \| Vestra Nöbbelöv \| Vestra Nöbbelöv \| \| \| 5,5 \| Sjörup \| Sjörup \| \| \| 6,9 \| Snårestad lp (ab 1915) \| Snårestad lp (ab 1915) \| \| \| \| Snårestad grusgrop \| \| \| \| 7,7 \| Snårestad \| Snårestad \| \| \| \| Bahnstrecke Malmö–Ystad von Malmö \| \| \| \| 11,4 \| Charlottenlund \| 23 m ö.h. \| \| \| \| Bahnstrecke Malmö–Ystad nach Ystad \| \| \| \| \| \| \| \| Quellen: [1][2] \| \| \| \| |                      |                                                |                                                |
| Strecke (außer Betrieb) |                      | Bahnstrecke Trelleborg–Rydsgård von Trelleborg | Bahnstrecke Trelleborg–Rydsgård von Trelleborg |
| Bahnhof (Strecke außer Betrieb) | 0                    | Skivarp                                        | 16 m ö.h.                                      |
| Abzweig geradeaus und nach links (Strecke außer Betrieb) |                      | Bahnstrecke Trelleborg–Rydsgård nach Rydsgård  | Bahnstrecke Trelleborg–Rydsgård nach Rydsgård  |
| Haltepunkt / Haltestelle (Strecke außer Betrieb) | 1,2                  | Skivarp hållplads (ab 24. Juni 1906)           | Skivarp hållplads (ab 24. Juni 1906)           |
| Bahnhof (Strecke außer Betrieb) | 3,3                  | Vestra Nöbbelöv                                | Vestra Nöbbelöv                                |
| Bahnhof (Strecke außer Betrieb) | 5,5                  | Sjörup                                         | Sjörup                                         |
| Blockstelle (Strecke außer Betrieb) | 6,9                  | Snårestad lp (ab 1915)                         | Snårestad lp (ab 1915)                         |
| Blockstelle (Strecke außer Betrieb) |                      | Snårestad grusgrop                             | Snårestad grusgrop                             |
| Bahnhof (Strecke außer Betrieb) | 7,7                  | Snårestad                                      | Snårestad                                      |
| Abzweig ehemals geradeaus und von links |                      | Bahnstrecke Malmö–Ystad von Malmö              | Bahnstrecke Malmö–Ystad von Malmö              |
| ehemaliger Bahnhof | 11,4                 | Charlottenlund                                 | 23 m ö.h.                                      |
| Strecke |                      | Bahnstrecke Malmö–Ystad nach Ystad             | Bahnstrecke Malmö–Ystad nach Ystad             |
| |                      |                                                |                                                |
| Quellen: |                      |                                                |                                                |

Die Bahnstrecke Charlottenlund–Skivarp war eine normalspurige schwedische Eisenbahnstrecke. Sie wurde von der Ystad–Skivarps Järnvägsaktiebolag (YSJ), einer privaten Eisenbahngesellschaft, zwischen Skivarp und Charlottenlund erbaut.
Die Bahnstrecke Charlottenlund–Skivarp war ursprünglich als Güterbahn geplant, um die Zuckerrüben der Umgebung zur Zuckerfabrik in Skivarp zu transportieren. Die Planungen wurden von der Trelleborg–Rydsgårds Järnväg (TRJ) durchgeführt, die eine Verbindungsstrecke zwischen Skivarp an der TRJ zum Bahnhof Charlottenlund der Malmö–Ystads Järnväg (MYJ) vorsah.
Die Konzession für die Strecke Trelleborg–Rydsgård wurde am 12. Januar 1893 bewilligt. Danach wurde die Konzession für die Verbindungsbahn zwischen Skivarp und Charlottenlund beantragt. Diese Strecke wurde am 21. September 1895 genehmigt.
Da mit den Bauarbeiten nicht begonnen wurde, lief die Konzession am 18. März 1898 ab.

## Ystad–Skivarps Järnvägsaktiebolag
Da örtliche Interessen zur Errichtung einer Bahnstrecke weiter bestanden, wurde eine neue Konzession beantragt, die  genehmigt wurde. Daraufhin wurde am 7. April 1899 die Ystad–Skivarps Järnvägsaktiebolag gegründet, die diese Konzession am 14. April übernahm.
Nun wurde die elf Kilometer lange Strecke zwischen Skivarp und Charlottenlund gebaut und am 2. August 1901 für den allgemeinen Verkehr eröffnet. Die Strecke wurde mit Stahlschienen mit einem Metergewicht von 24,8 Kilogramm errichtet. Dabei wurde die Haltestelle Skivarp hållplads direkt an der im gleichen Jahr eröffneten und 1961 geschlossenen Zuckerfabrik in Skivarp errichtet. Die Züge hielten nur bei Bedarf.
Für den Güterverkehr wurden 27 zweiachsige Güterwagen beschafft. Für die Durchführung des Betriebes schloss man mit der
Ystad–Eslövs Järnvägsaktiebolag (YEJ) einen Vertrag, nach dem diese die Lokomotiven, das Personal und die Personenwagen für die YSJ stellte und für den Frachtverkehr bezahlt wurde. Ab 1904 übernahm die Malmö–Ystads Järnvägsaktiebolag diese Aufgabe.
Die YSJ vereinbarte bei ihrer Gründung die Mitarbeit in Trafikförbundet Ystads Järnvägar (YJ).

## Stilllegung
Sehr bald kam die Gesellschaft in finanzielle Schwierigkeiten. Die Verkehrsleistungen waren gering, dass nach wenigen Jahren die Einstellung der Strecke beschlossen wurde. Die Stilllegung erfolgte am 16. Februar 1919 nach nur 18 Jahren Betriebszeit. Im gleichen Jahr wurden die Gleisanlagen abgebaut. Die Strecke war damit eine der schwedischen Strecken, die nur eine sehr kurze Betriebszeit aufwiesen.